# 国民革命军第九十九军
国民革命军第九十九军，是中央军黄埔嫡系部队。

## 历史
前身是国民革命军第99师，由第十八军第52师、第五军第59师各一部合编组成的。
抗战初期，为加强贵州军事力量，以第99师为基础扩建第九十九军，仅辖第99师。驻防贵州遵义。1939年春，调湖南茶陵、攸县，拨入了2个师。1939年11月开赴广西参加桂南会战。 1941年9月参加了第二次长沙会战、第三次长沙会战。 1942年5月参加浙赣会战。驻湖南益阳。第四次长沙会战该军负责湘阴江防与沅江湖防任务。后参加了鄂西会战、常德会战、长衡会战和湘粤赣边区作战等。
抗战胜利时，由湖南浏阳调至江西永修、九江受降。1946年春调至江苏江阴、镇江驻防。1946年4月改为整编第69师，下辖整编第60旅、整编第92旅、整编第99旅。
1946年7月27日在朝阳集战役中整编第92旅被山东野战军全歼，旅长艾叆被俘后自称文书被释放，副旅长冼盛楷少将、参谋长刘立身少将被俘。朝阳集战役中整编第60旅一部被歼。
1946年8月25日至31日苏中七战七捷第7战“如（如皋）黄（黄桥）战斗”（如黄路遭遇战）中，起家的整编第99旅被华中野战军全歼，其经过为：8月25日，在进攻邵伯过程中，整编第99旅由黄桥调往如皋，在整编第65师驻如皋的第187旅和整编第49师第79旅的1个团西出接应下开始东进。当日，华中野战军主力在如皋、黄桥间的加力、分界地区遭遇整编第99旅，经过短促激战，华中野战军主力将国军187旅包围于加力，将第99旅包围于分界。华中野战军先集中第6师和从包围加力的部队中抽出的一个旅，以3个旅包打第99旅，两小时后歼灭其大部，第99旅残部千余人在南逃途中被华中野战军第1师第1旅包围全歼。99旅旅长朱志席（黄埔四期）、副旅长刘光国、参谋长梁凤德、政训处主任王镜堂全部被俘。徐州绥靖公署主任薛岳致电蔣中正：

發報地點銅山，姓名或機關：薛岳
電尾日韻
第九十九旅於未有由黃橋向如皋方向搜索前進，至分界鎮以西地區遇匪新六師及機槍團等共五個團，激戰至宥辰傷亡慘重於宥突圍至分界鎮南五里地區，復遭匪攔擊各部隊遂失聯絡，頃據該旅留守江陰之副旅長劉鼎漢報稱朱旅長自殺參謀長梁鳳德陣亡副旅長劉光國被俘，現該旅抵達江陰計官一百五十餘員，士兵二千二百餘已編成兩營，申哿日開始訓練等，特僅電察職薛岳申○整印。
三十五年九月三十日十八點

1946年12月，该整编师拨入了2个整编旅(整编第57师预备第3旅，整编第26师第41旅)、整92旅抽出一个团补入整60旅，以维持3个整编旅的编制，唯上下级熟悉程度不及原有编制，随即参加苏北战役，进攻苏北解放区。在宿北战役中，戴之奇指挥三个半旅兵分两路分别沿宿新公路两侧进攻；胡琏指挥整编第11师三个旅向沭阳进攻。戴之奇孤军深入，贸然与右翼的胡琏拉开了十几里的距离。一向谨慎的胡琏要求戴之奇立即往回撤并且向峰山靠拢，但戴之奇不听胡琏的指挥，继续向宿迁以北的人和圩等地推进。粟裕以为戴之奇贪功，比较好打。1946年12月13日，戴之奇部进占人和圩、安仁集、邵店子、峰山、晓店子；粟裕命令华野第九纵队以少数兵力阻击整编第11师，山东野战军八师奉命攻取峰山，叶飞率一纵队插入敌后，经过激战占领了高家洼和傅家湖一线，并在曹家集歼灭了整11师直属工兵营、骑兵营，整11师师长胡琏立即命令整编第18旅撤至曹家集保护师部，这一调动完全将整69师南翼暴露给解放军。至12月18日，整编69师在人和圩陷入重围，12月18日上午和中午，戴之奇两次用报话机直接和胡琏通话请求整编第11师增援，胡琏告知整11师将于18日夜至19日晨才能进行总反攻，要求戴之奇坚守待援。徐州绥署副主任吴奇伟下令整编第11师强渡六塘河向戴之奇靠拢。胡琏只派了整编第18旅两个团的兵力试图向戴之奇部靠近，但都遭到了华野顽强阻击。胡琏即报吴奇伟道：“戴先生不堪设想了！”山野八师参谋处魏学诚在18日记载：“在我们师的正面，敌人整天行动不如昨天积极了，敌机也不像敌人广播中所吹嘘的那样大批出动，枪炮声已主要是在这一线山岭的东侧。我们控制三台山至峰山一线阵地，配合一纵阻击宿迁出犯之敌整编第十一师增援人和圩，激战竟日，援敌未能得逞”。18日上午11时，粟裕指示称整69师师部及第41旅、第60旅将在12时前后突围，整11师则将向北策应，要求马上通知一纵、8师立即准备歼灭敌人，不要让它跑掉。一纵第2旅对整60旅旅部所在的罗庄形成三面围攻之势，当日16时罗庄之整60旅旅部率两个营向西突围溃散被歼。18日22时30分，二纵第9旅2个团、九纵三个团发起总攻人和圩。整69师指挥所设在人和圩一家吴姓地主客厅里，1946年12月19日凌晨2时许戴之奇向整69师直属队余部发出最后一道命令：“解围之希望已断绝，余受友邻之欺，各部设法相机突围。”随后戴之奇高呼“国民党万岁”举枪射击太阳穴自戕，整编第60旅旅长黄保德逃脱，预备第3旅旅长魏人鉴突围时阵亡，仅整41旅旅长董继陶率300余人向北突围成功。少将副师长饶少伟、少将参谋长张秉莅、少将军务处长李哲仁等被俘。战后，华中野备棺将戴之奇装殓立碑埋葬。陈毅在1947年1月1日给中央的报告中写：“宿北战斗，戴之奇【系】三青团中委，临死自杀高呼口号国民党万岁”。宿北战役历时4昼夜，华中野战军、山东野战军在宿迁县以北的嶂山、仁和圩、晓店子地区歼灭戴之奇整编第69师3个半旅及工兵第5团等部共2.1万余人被全歼，缴获火炮119门及大批枪支弹药，山野与华中野伤亡约8000余人。蒋介石在《一年来剿匪重要战役之检讨》中总结：“遇到攻击后，第二日六十九师惊慌，十一师即令变换阵地，与十一师成重叠配备，惟十一师行动迟缓，促成该师增援不力”。
1947年夏，在广东重建整编第69师。调河南担任豫北和郑州守备。
1948年9月恢复第九十九军番号，奉命开赴皖北固镇，在郑州仅留下第九十九军留守处。
- 军长胡长青
- 副军长刘建修、王琛
- 参谋长洪伟达
- 第92师，师长艾叆
- 第99师，师长邹鹏奇
- 第268师，师长李慎言。1948年10月在郑州战役中第268师被中原野战军歼灭。

1948年11月该军退至安徽蚌埠，编入刘汝明第6兵团，参加淮海战役。1949年2月退守安徽宣城，担负起湾沚至青弋一线江防任务，军部驻宣城。1949年4月下旬渡江战役时，第268师被歼，军部率第92师撤逃至郎溪、广德地区后被华东野战军合围歼灭，军长胡长青对心脏开枪自戕射偏，被副军长刘建修送到上海的医院抢救；师长艾叆逃台。第99师师长兼代理军长邹鹏奇率领逃往上海，参加上海战役，5月24日余部由吴淞船运台湾。
1949年8月，以第92师、第99师余部为基础在台湾重建第九十九军。